# 奥彭韦勒
奥彭韦勒是德国巴登-符腾堡州的一个市镇。总面积19.81平方公里，总人口4023人，其中男性2006人，女性2017人（2011年12月31日），人口密度203人/平方公里。